# Roxelane

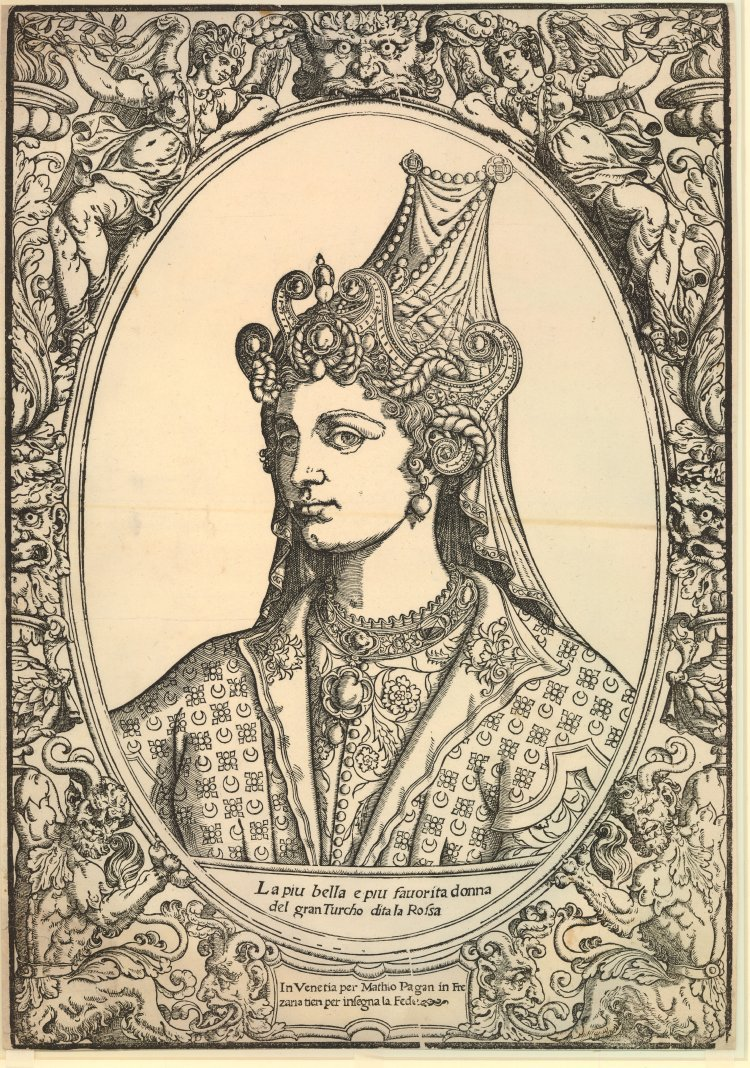
Roxelane (la Rossa), so wie man sie sich in Venedig vorstellte, auf einem von Mathio Pagani 1550 veröffentlichten Holzschnitt

Hürrem (von persisch خرم Chorram, DMG ḫurram, ‚die Freudvolle‘, genannt Roxelane, auch Roxolana, Rossolana, Rossane, la Rossa, la Rosa oder Ruziac; vermuteter Geburtsname Anastasia oder Aleksandra Lisowska; * zwischen 1500 und 1506 im damals polnischen Teil Rutheniens; gest. 17. April 1558 in Istanbul) war als Haseki Sultan die Lieblingsgemahlin des osmanischen Sultans Süleyman I. Im christlichen Abendland wurde sie als „Kaiserin“ (Sultana) des Osmanischen Reiches bezeichnet.

## Leben

### Herkunft
Roxelanes Herkunft und ihr Weg nach Istanbul lassen sich nicht mit primären Quellen belegen. Im 17. Jahrhundert dagegen finden sich ziemlich genaue Angaben, deren Herleitung in der Literatur als „polnische Tradition“ bezeichnet wird und die vermutlich auf den polnischen Dichter und Essayisten Samuel Twardowski (* vor 1600; † 1661) zurückgehen. Danach kam Roxelane als Tochter eines ruthenischen Priesters im damals polnischen und heute ukrainischen Rohatyn (auch Rogatyn, Rogatin) zur Welt und hieß Aleksandra Lisowska. Bei einem Raubzug der Krimtataren wurde sie entführt und als Sklavin nach Istanbul verkauft, wo sie in den Harem des Alten Serails gelangte. Wegen ihrer vermutlichen Herkunft aus dem legendären Land der Skythen, die auch Roxolanen genannt wurden, erhielt sie außerhalb des Osmanischen Reiches den Beinamen Roxelane, der zudem eine im Polnischen übliche Bezeichnung für ein ruthenisches Mädchen war. Erstmals taucht dieser Name latinisiert als Roxolana in Ogier Ghislain de Busbecqs Legationis Turcicae epistolae quattuor auf, worin Busbecqs Erlebnisse und Erkenntnisse von 1554/55 während einer diplomatischen Reise ins Osmanische Reich verarbeitet wurden.

### Von der Sklavin zur Hauptfrau des Sultans

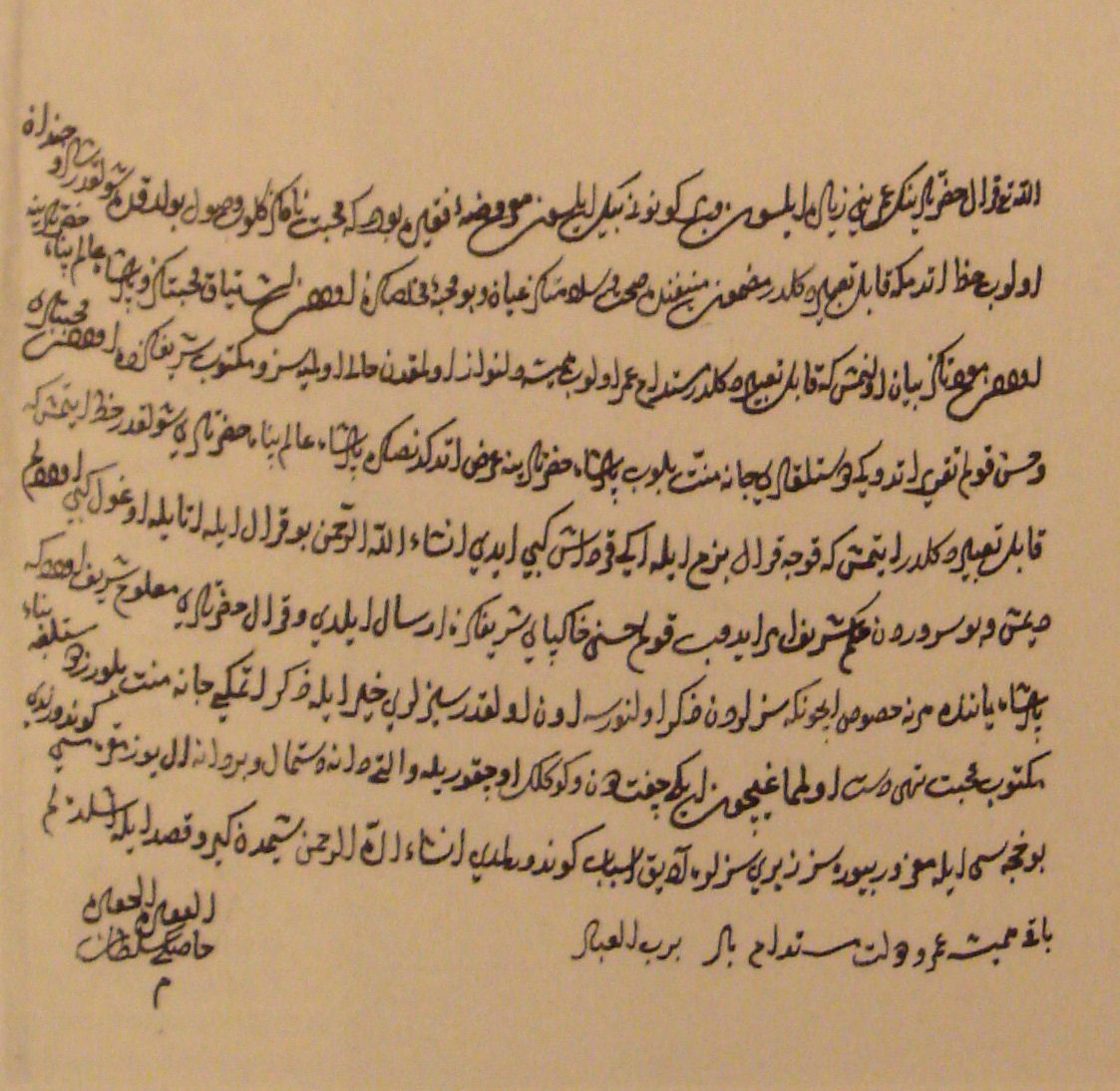
Brief Roxelanes an den polnischen König Sigismund II. August, in dem sie diesem zur Thronbesteigung gratuliert.

Sicher ist, dass Roxelane Muslima und mit dem Namen Hürrem Sultan Gattin Sultan Süleymans I. wurde. Das kann 1520 oder wenig später – vielleicht nach der Geburt des ersten gemeinsamen Sohnes Mehmed – gewesen sein. Eine Quelle berichtet über prunkvolle Hochzeitsfeierlichkeiten auf dem Hippodrom im Sommer 1534, wenige Monate nach dem Tod der ranghöheren Valide Sultan, Ayşe Hafsa Sultan. Roxelane war damit die erste Sklavinkonkubine der osmanischen Geschichte, die von einem Sultan zuerst in die Freiheit entlassen und anschließend von ihm geehelicht wurde. Dadurch erhielt sie den höchsten Rang unter den Ehefrauen und löste Mahidevran (auch Gülbahar o. ä. genannt), die Mutter des erstgeborenen Sultanssohnes Mustafa, als Haseki Sultan (Hauptfrau des Sultans) ab. Die Außergewöhnlichkeit dieser Ehe wurde in vielen Berichten ausländischer Gesandter erwähnt. Ein lückenhaft erhalten gebliebener, persönlich wirkender, allerdings von üblichen literarischen Formen geprägter Briefwechsel zwischen Roxelane und dem Sultan ab 1538 legt nahe, dass Süleyman seiner attraktiven und intelligenten Frau in Leidenschaft zugetan war. Roxelanes Briefe enthalten zudem politische Empfehlungen an Süleyman sowie existentiell wichtige Informationen für ihn über die Ereignisse in der Hauptstadt, wie zum Beispiel über das Verhalten seiner für ihn während seiner Abwesenheit möglicherweise gefährlich werdenden Söhne. Roxelane wurde damit zu Süleymans Beraterin und – wie ihr Briefwechsel von 1548/49 mit dem polnischen König Sigismund II. August und von 1555 mit Sultanim, der Schwester Schah Tahmasps I., beweist – gelegentlich sogar zu seiner diplomatischen Vertreterin.

### Dynastische Interessen
Dass Roxelane entgegen den bis dahin geltenden Konventionen nicht mit ihrem Erstgeborenen in die Provinz abgeschoben wurde, sondern im Serail verbleiben und mehrere Söhne zur Welt bringen durfte, zeigt ihre einmalige Bevorzugung durch Süleyman I. Zwar war der Harem bisher hauptsächlich die Reglementierungsinstitution der dynastischen Reproduktionspolitik, doch Roxelane beschritt den Weg zum Macht- und Statusaufstieg und zur Teilnahme am politischen Leben nicht nur wegen ihrer Mutterrolle, sondern auch wegen ihrer Gattinnenrolle.

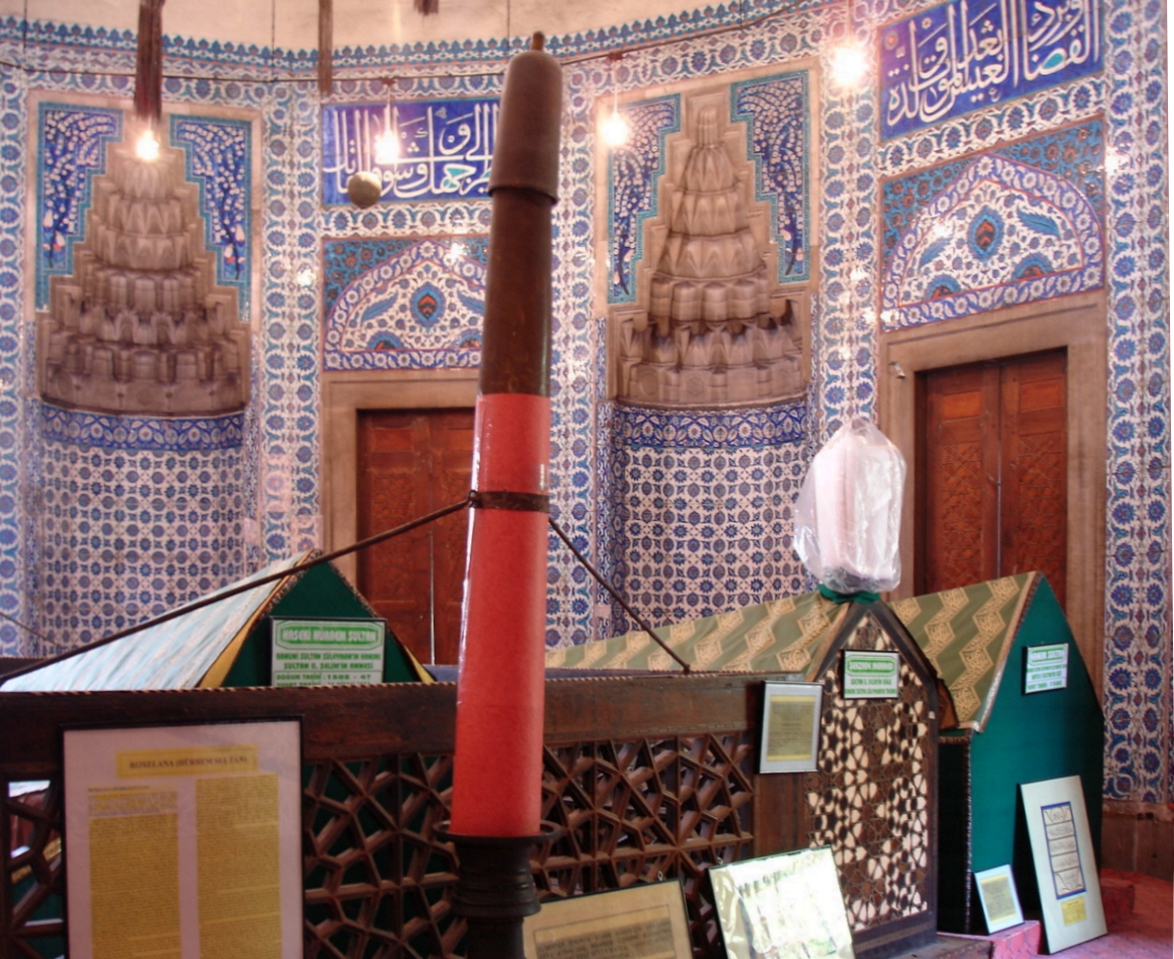
Das Innere von Roxelanes Grabmal (Türbe) bei der Süleymaniye-Moschee. Neben der Ṣandūḳa Roxelanes (links) steht die ihres Enkels Şehzade Mehmed, eines Sohnes von Selim II., und die ihrer Nichte Hanım Sultan.

Die über das Übliche hinausgehende Vertrautheit mit dem Sultan nutzte Roxelane, um ihre persönlichen Interessen und die ihrer Söhne durchzusetzen. Sie war vermutlich die treibende Kraft hinter den Intrigen, die 1536 zur Exekution des mit Süleyman sehr persönlich vertrauten Großwesirs Ibrahim Pascha führten. Ibrahim hatte Mustafa, den Sohn Mahidevrans als möglichen Nachfolger Süleymans favorisiert. 1541 zog Roxelane aus dem von einem Brand verheerten Alten Serail ins Topkapi-Serail und verblieb dort, wodurch sie dem Machtzentrum nahe war und Süleyman unter ihre stete Kontrolle bekam. Das Amt des Großwesirs übernahm 1544 Rüstem Pascha, der als Ehemann von Roxelanes und Süleymans Tochter Mihrimah Sultan Roxelanes Stellung in der Reichspolitik unterstützte. Auch die Exekution Mustafas in Ereğli nahe Konya und dessen Sohnes Mehmed in Bursa im Jahre 1553 sowie des Großwesirs Kara Ahmed Pascha, der Rüstem Pascha zwischenzeitlich ersetzt hatte, im Jahre 1555 werden Roxelane angelastet. In jedem Falle war sie danach als Haseki Hürrem Sultan eines der politisch einflussreichsten Familienmitglieder der Osmanendynastie. Durch die Ausschaltung des bei den Janitscharen angesehenen Mustafas waren alle potentiellen Nachfolger Süleymans Söhne von Hürrem. Noch während Süleyman I. regierte, erkrankte sie und starb am 17. April 1558 in Istanbul.
Erst im Jahr 1566 wurde Selim II., ein Sohn Roxelanes, der im Volk auch Selim der Trunkene (Mest) genannt wurde, Süleymans I. Nachfolger.

## Roxelanes und Süleymans Kinder

Mirimah (gen. „Cameria“), Tochter von Roxelane und Süleyman, ca. 1560 (nach Tizian ?). Das orientalisierende Porträt ist u. a. wegen Mode und Kopfputz interessant, die auf einigen Porträts Roxelanes ähnlich dargestellt sind.

Roxelanes und Süleymans Briefwechsel erweist, dass das Wohlergehen der gemeinsamen Kinder für sie eine große Rolle spielte. Die Kinder erhielten eine solide Ausbildung, die sie auch zu Staatsgeschäften befähigte. Als Vorbereitung auf eine mögliche Sultansnachfolge wurden den Söhnen als jungen Erwachsenen Sandschaks in der Provinz anvertraut. Sie nahmen auch an Feldzügen Süleymans teil.
- Mehmed, * 1521, † 1543. Er wurde 1542 Sandschakbey von Saruhan in Manisa und galt als Thronfolger.[14] Seinetwegen wurde Roxelane noch zu Lebzeiten des Mahidevran-Sohnes Mustafa von Süleyman in einer Stiftungsurkunde ehrend als Valide[15] im Sinne einer potentiellen Valide Sultan bezeichnet.[5] Nach Mehmeds Tod widmete Süleyman ihm die in der Planung begriffene Şehzade-Mehmed-Moschee („Prinzenmoschee“).[3][16]
- Mihrimah, * 1522, † 1578. Sie war verheiratet mit dem Großwesir Rüstem Pascha und nach Roxelanes Tod Vertraute und Beraterin Süleymans. Sie trat als Stifterin von Külliyen[17] und mit der Reparatur und Erweiterung der Zubaida-Wasserversorgungsanlagen in Mekka in die Fußstapfen Roxelanes.[3]
- Abdullah, * 1523, † 1526.[3]
- Selim, * 1524, † 1574. Er wurde 1543 Sandschakbey in Manisa, 1558 in Konya und 1559 in Kütahya, 1566 Nachfolger Süleymans I. als Selim II.[3][14]
- Bayezid, * 1526, † 1562. Er wurde 1546 Sandschakbey in Konya und Kütahya sowie 1549 und 1553 Regent in Vertretung Süleymans, 1558 Sandschakbey in Amasya.[3][14] Die Auseinandersetzung zwischen Bayezid und seinem älteren Bruder Selim wuchs sich im Frühling 1559 zu einem Bürgerkrieg aus. Bayezid unterlag und floh mit seinen vier Söhnen an den Hof des Schahs Tahmasp I. Im Jahre 1561 wurden sie ausgeliefert und Bayezid und seine Söhne wurden umgehend in Qazvin hingerichtet.[18]
- Cihangir, * 1530, † 1553. Der bucklig Geborene wurde von Süleyman besonders geliebt. Vermutlich war seine Betreuung durch Roxelane mit ein Grund dafür, dass sie den anderen Söhnen nicht in deren Sandschaks folgte, sondern in Istanbul bleiben konnte. Er war Sandschakbey in Aleppo und starb kurz nachdem er der Hinrichtung seines Halbbruders Mustafa hatte beiwohnen müssen. Als mögliche Todesursachen gelten eine von der Hinrichtung ausgelöste seelische Erkrankung und eine Rippenfellentzündung. 1559 ließ Süleyman ihm zu Ehren die Cihangir-Moschee errichten, die mehrmals abbrannte und heute neobarocke Züge aufweist.[3][14]

## Fromme Stiftungen

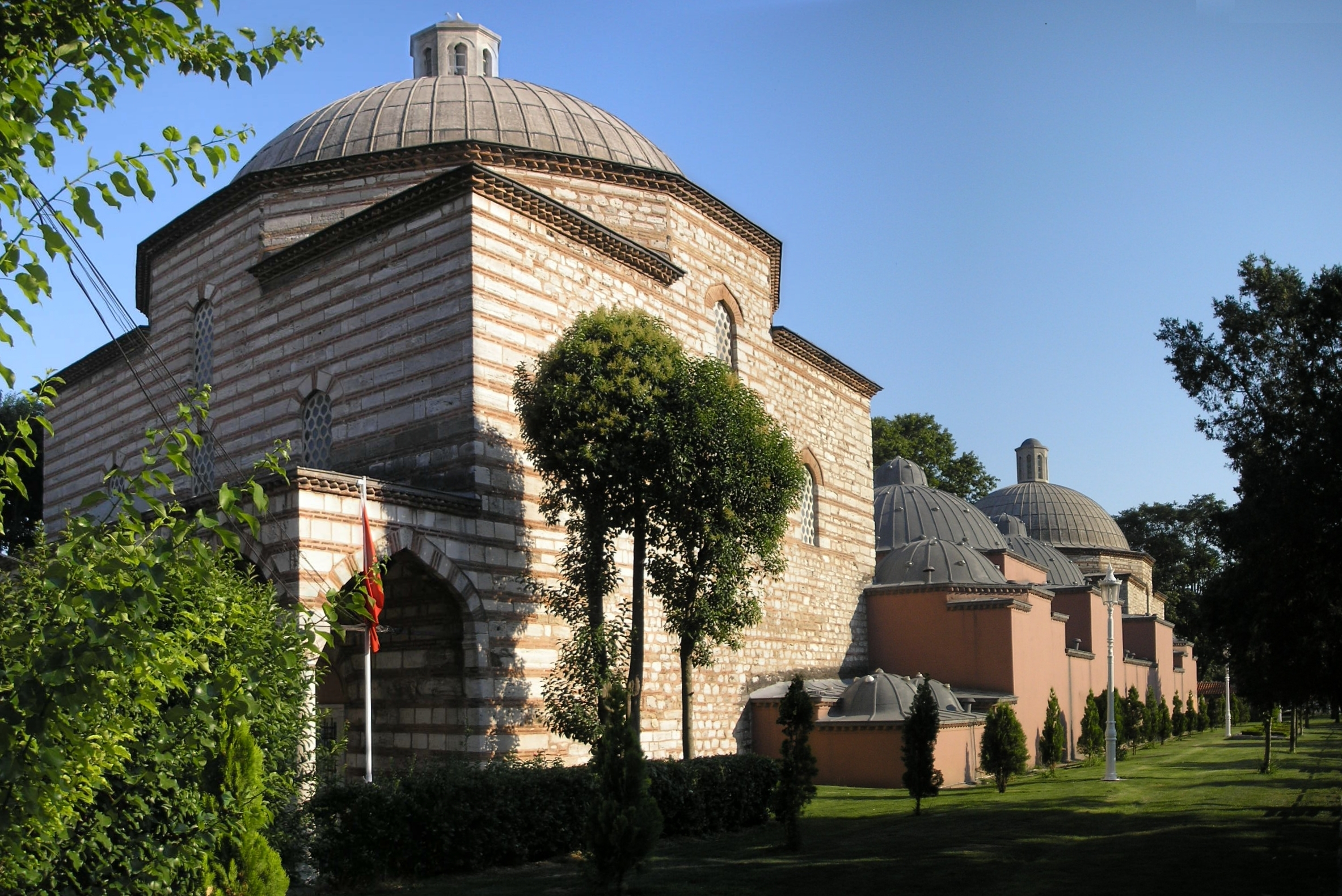
Das Haseki-Hürrem-Sultan-Bad in Istanbul

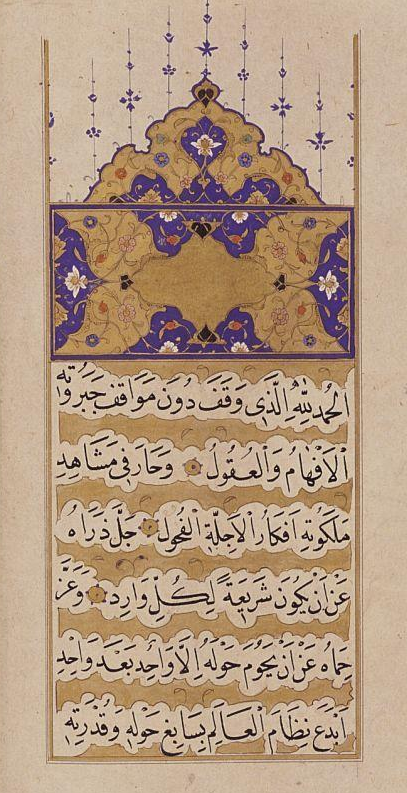
Haseki Hürrem Sultan Vakfiyesi, 1. Textseite der Stiftungsurkunde des Takiyyat-Haseki-Hürrem-Sultan-
Komplexes in Jerusalem von AH 964 / AD 1556–7

Roxelane, die im osmanischen Volksmund ihrer Zeit als ‚Hexe, Zauberin‘ (جادی / cādı) und von europäischen Berichterstattern als Intrigantin bezeichnet wurde, wurde in einer anonymen, für Rüstem Pascha geschriebenen Chronik als großzügige Stifterin in einem ungewöhnlich positiven Licht gesehen. Kurz nach ihrem Tod wurde sie darüber hinaus – parallel zu Süleyman, dem „Salomon des [dieses] Zeitalters“ – verehrend „Zubaida des Zeitalters“ genannt.
Dieser positive Eindruck wird bestätigt durch vielfältige fromme Stiftungen (vakıf) Roxelanes, besonders in Istanbul und nahe Edirne sowie in Jerusalem, Mekka und Medina.
Hervorzuheben sind:
- Haseki-Hürrem-Sultan-Moschee mit Külliye[17] in Istanbul (Avratpazarı)[20]
- Haseki-Hürrem-Sultan-Bad als Teil des Hagia-Sophia-Komplexes in Istanbul[21]
- Haseki-Hürrem-Sultan-Moschee mit Külliye nahe Edirne in Swilengrad[22]
- Takiyyat-Haseki-Hürrem-Sultan-Komplex in Jerusalem[23][24]
- Hospize (Imarets) in Mekka und in Medina

Diese Stiftungen blieben in ihrem architektonischen Anspruch hinter denen Süleymans I. und der späteren Hasekis und Sultansmütter zurück. Sie demonstrierten aber ein religiöses und imperiales Selbstbewusstsein, das in der Stiftungsurkunde zum Takiyyat-Haseki-Hürrem-Sultan-Komplex dadurch bestärkt wurde, dass Süleyman seine Haseki Hürrem darin als malikat el-malikāt (Königin der Königinnen) bezeichnete.
Den Mittelpunkt der meisten Stiftungen Roxelanes bildete jeweils ein Imaret, eine groß angelegte Suppenküche, in der hunderte von Gästen meist zweimal am Tag umsonst verköstigt werden konnten. Diese Einrichtung übernahm damit Funktionen, die vordem – auch schon in seldschukischer Zeit – besonders entlang der Pilgerrouten von Sufi-Niederlassungen ausgefüllt worden waren. Das gab Anlass dazu, dass 1555 ein in der Jerusalemer Stiftung weilender Bote des Sultans diese Anlage in seinem schriftlichen Bericht nach Istanbul als ribat, also als Derwisch-Konvent bezeichnete. Jedenfalls trugen Roxelanes Stiftungen einen eher volkstümlich sozialen und karitativen Charakter und ergänzten hervorragend die eher repräsentativ imperial ausgerichteten und an den religiösen, in einigen Fatwas Ebussuuds festgehaltenen Vorgaben der Ulema orientierten großen Stiftungen Süleymans, wie beispielsweise des Istanbuler Süleymaniye-Komplexes mit seiner Freitagsmoschee und den die sunnitische Gelehrsamkeit betonenden Medresen.
In einer von einem Richter (Qādī) und von Zeugen unterschriebenen Stiftungsurkunde (Vakfiye) wurden nicht nur die betroffenen Gebäude aufgelistet, sondern auch deren dauerhafter Unterhalt sichergestellt. Ein solcher verbriefter Unterhalt konnte sich auch auf bereits vorhandene eigene Stiftungen oder die anderer Stifter beziehen. So halten Roxelanes Stiftungsurkunden von 1540 und 1551 Zuwendungen für den Unterhalt schon länger bestehender Derwisch-Konvente in den Istanbuler Vierteln Aksaray, Ayvansaray und Balat sowie in Denizli, Karapınar und Uşak fest. Sie belegen Roxelanes persönliche Sufi-Religiosität und ihre Hinwendung zur Volksfrömmigkeit.

## Bedeutung für die osmanische Geschichte
Die neuere Geschichtsschreibung hat sich frei gemacht vom tradierten, einseitigen Negativbild Roxelanes. Vor allem die Kenntnisse über Funktion und Bedeutung des imperialen Harems sind eine Grundlage der Neubewertung ihrer Rolle in der osmanischen Geschichte.
Roxelane etablierte die politischen Funktionen der führenden Frauen des imperialen Haushalts. Der Weg dorthin führte über mehrere epochale Entscheidungen:
- Roxelane war die erste Sklavinnenkonkubine, die von einem Sultan freigelassen und geheiratet wurde. Damit stieg sie in der Hierarchie der Sultansfrauen auf und übernahm nach dem Tod der Sultansmutter die führende Rolle unter den Frauen des Hofes.
- Nachdem sie aus dem Alten Serail, dem traditionellen Ort der weiblichen Angehörigen des Hofes, in das Topkapi-Serail umgezogen war und ihre Kinder als potentielle Sultansmutter dort erziehen lassen konnte, war sie dem Sultan so nahe wie bisher bestenfalls die Frauen der frühen osmanischen Herrscher und wurde zur kompetenten Beraterin des Sultans.
- Sie brach mit der Tradition, nur einen Sultanssohn zur Welt zu bringen und mit der Praxis, dem möglichen Thronfolger bei dessen Amtsantritt als Bey eines Sandschaks in die Provinz zu folgen.
- Sie sorgte im Einvernehmen mit dem Sultan dafür, dass ihre Tochter Mihrimah in eine Position kam, die es dieser ermöglichte, nach Roxelanes Tod deren Funktionen zu übernehmen. Dazu gehörte Mihrimahs Verheiratung mit dem späteren Großwesir Rüstem Pascha.
- Sie war die erste Frau im Haushalt eines Sultans, die ihre Bedeutung durch den Bau einer Freitagsmoschee samt Imaret und Külliye im alten Istanbul sichtbar machte.

Die Einbeziehung der führenden Frauen des Harems in die politischen Entscheidungen – lange Zeit in der Geschichtsschreibung als „Weiberherrschaft“ diskreditiert – stellte sich in den nachfolgenden Generationen als Garantie für das Weiterbestehen der einzig auf der Blutsverwandtschaft der Sultane sich gründenden Staatsverfassung des Osmanischen Reiches heraus. Starke Frauen konnten die Mängel entscheidungsschwacher, unfähiger und kranker, im Schutz des Topkapi-Serails verbleibender Sultane, die mitunter schon als Kinder ihr Erbe antreten mussten, weitgehend kompensieren und deren Machtanspruch und den Bestand des Osmanischen Reiches verteidigen. Gleichzeitig erstarkten die Großwesire, an die Macht delegiert worden war. Eine bürokratisch verankerte Politik ersetzte die Willkürakte der Sultane.
Diesen Entwicklungen hatte Roxelane den Weg bereitet.

## Roxelanes Bild im Westen

### Porträts

La Sultana Rossa, Ölbildnis nach Tizian (etwa 1550), dargestellt mit blondiertem, lockigem Haar, wie es in Venedig modern war

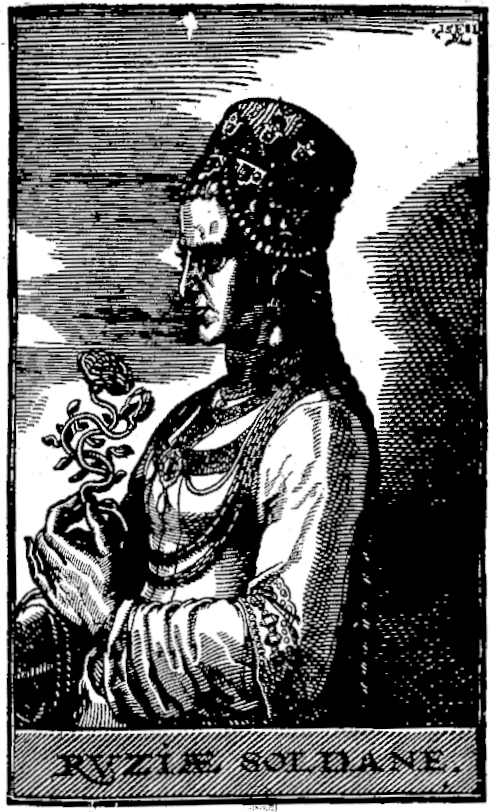
Bildnis Roxelanes (RUZİÆ SOLDANE) von Melchior Lorichs, 1581, Auflage von 1646

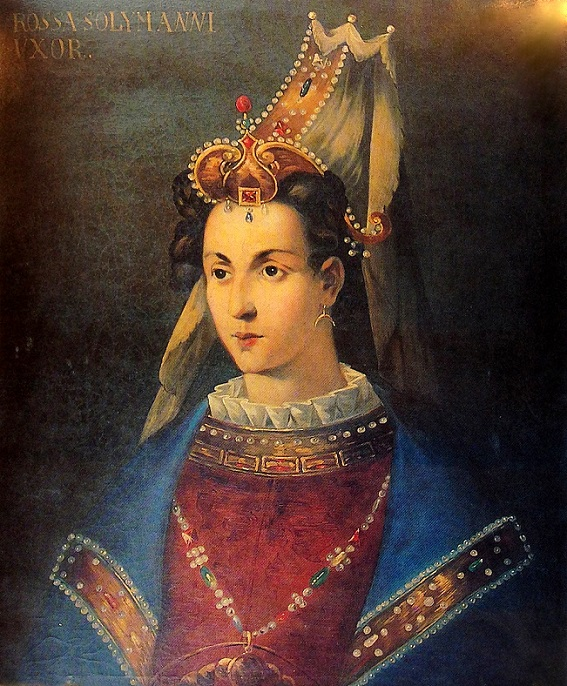
Ein auf einen Druck aus Frankfurt a. M. von 1596 zurückgehendes Ölbild aus dem 18. Jahrhundert

Alle Porträts Roxelanes, auch die aus ihrer Lebenszeit, müssen als fiktiv angesehen werden. Die inneren Bereiche des Alten Serails und des Topkapi-Serails, in denen Roxelane lebte, waren streng abgeschirmt. Kein westlicher Porträtist hatte damals dort Zugang.
Verließ Roxelane diesen Bereich, zum Beispiel um zu reisen, war sie – in einer verhängten Sänfte oder Kutsche verborgen – von einer großen Zahl von Würdenträgern und Bediensteten umgeben und wurde von Kapıkulu-Soldaten geschützt, so dass direkte Kontakte für einen Außenstehenden unmöglich waren.
Westliche Zeichner und Maler setzten sich ihr Bild Roxelanes aus mündlichen und schriftlichen Berichten meist westlicher Diplomaten, Berichterstatter und Reiseschriftsteller zusammen. Mehr als dass Roxelane klein und nicht besonders schön gewesen sei und einen freundlichen Gesichtsausdruck gehabt habe, sagen diese Quellen über ihr Äußeres nicht aus. Breiten Raum nehmen dagegen anekdotisch geschilderte Ereignisse ein. Ob beispielsweise Melchior Lorichs, der sich als Begleiter des habsburgischen Botschafters Ogier Ghislain de Busbecq zwischen 1554 und 1559 in Istanbul unter Aufsicht ziemlich frei bewegen konnte, Roxelane jemals gesehen hat, ist ungewiss. Seine Bildnisse Roxelanes, Süleymans und einiger Würdenträger wurden als Drucke weit verbreitet und hatten Einfluss auf europäische Maler und Zeichner wie beispielsweise Rembrandt van Rijn.
In venezianischen Berichten wurde Roxelane unter anderem La Rossa oder donna di nation Rossa genannt, was sich ursprünglich auf ihre russische oder ruthenische Herkunft bezog. Als Russia rossa (Rotrussland, bei Bragadino nation Rossa) bezeichnete man Rotruthenien, das vermutete Herkunftsland Roxelanes. La Rossa wäre danach mit Die Rote im Sinn von Die Rotrussische gleichzusetzen. Die Verkürzung zu Rossa gab Anlass, Roxelane als rothaarig zu beschreiben. Dem widerspricht jedoch ein lyrisches Gedicht Süleymans für Roxelane, in dem er ihr schwarzes Haar rühmt. Die osmanischen Maler des Nakkaşhane, des Hofateliers, durften das allerdings nicht in Szene setzen und mussten auf eine bildliche Darstellung der weiblichen Mitglieder der Sultansfamilie verzichten.

### Geschichtsschreibung

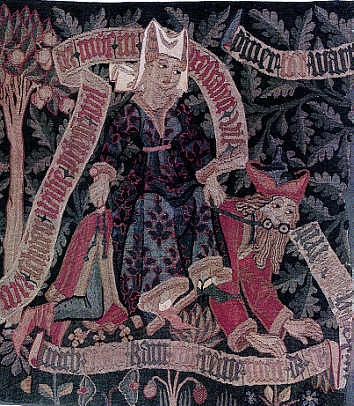
Phyllis, auf Aristoteles reitend, Basler Wandteppich um 1480

Die osmanischen Chronisten und Geschichtsschreiber schwiegen über Herkunft und Aussehen Roxelanes. Es war nicht üblich, das Leben der Konkubinen und Ehefrauen eines Sultans zu dokumentieren. In Stiftungsurkunden dagegen wurde Roxelane in der Rolle der wohltätigen Haseki beschrieben und mit idealtypischen Charaktereigenschaften ausgestattet. Diese Urkunden gelangten aber nicht an die Öffentlichkeit und ihr Inhalt blieb westlichen Beobachtern verborgen.
Es bestand also viel Raum für Phantasie und Spekulation. Roxelane wurde (nicht nur) im Westen in eine Tradition gestellt, die von als intrigant und dominant angesehenen Gattinnen und Geliebten antiker Herrscher und Philosophen ausging, wie in der Anekdote über Aristoteles und Phyllis. Oft wurde zudem ihr Name Roxelane mit Roxane verwechselt, dem Namen der Geliebten und Ehefrau Alexanders des Großen.
Erst im 20. Jahrhundert gelang es, ein nicht von erotischen Sensationen und Klischees geprägtes Verständnis des osmanischen Harems zu erreichen und damit den Weg zu ebnen für eine historisch-kritische Würdigung Roxelanes.

### Literatur und Musik

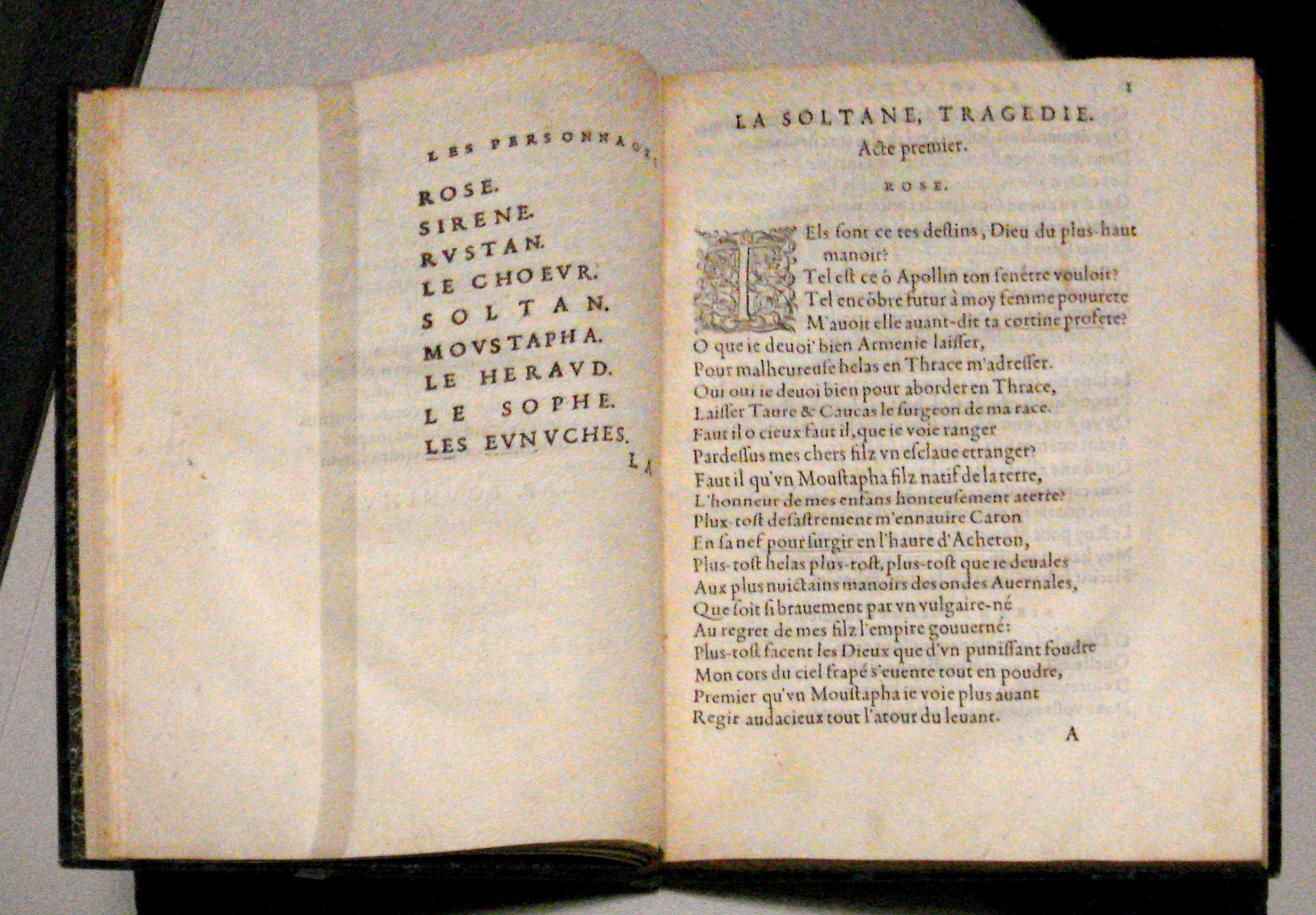
Personage und Beginn des 1. Aktes von Gabriel Bounins La Soltane. Roxelane heißt hier Rose.

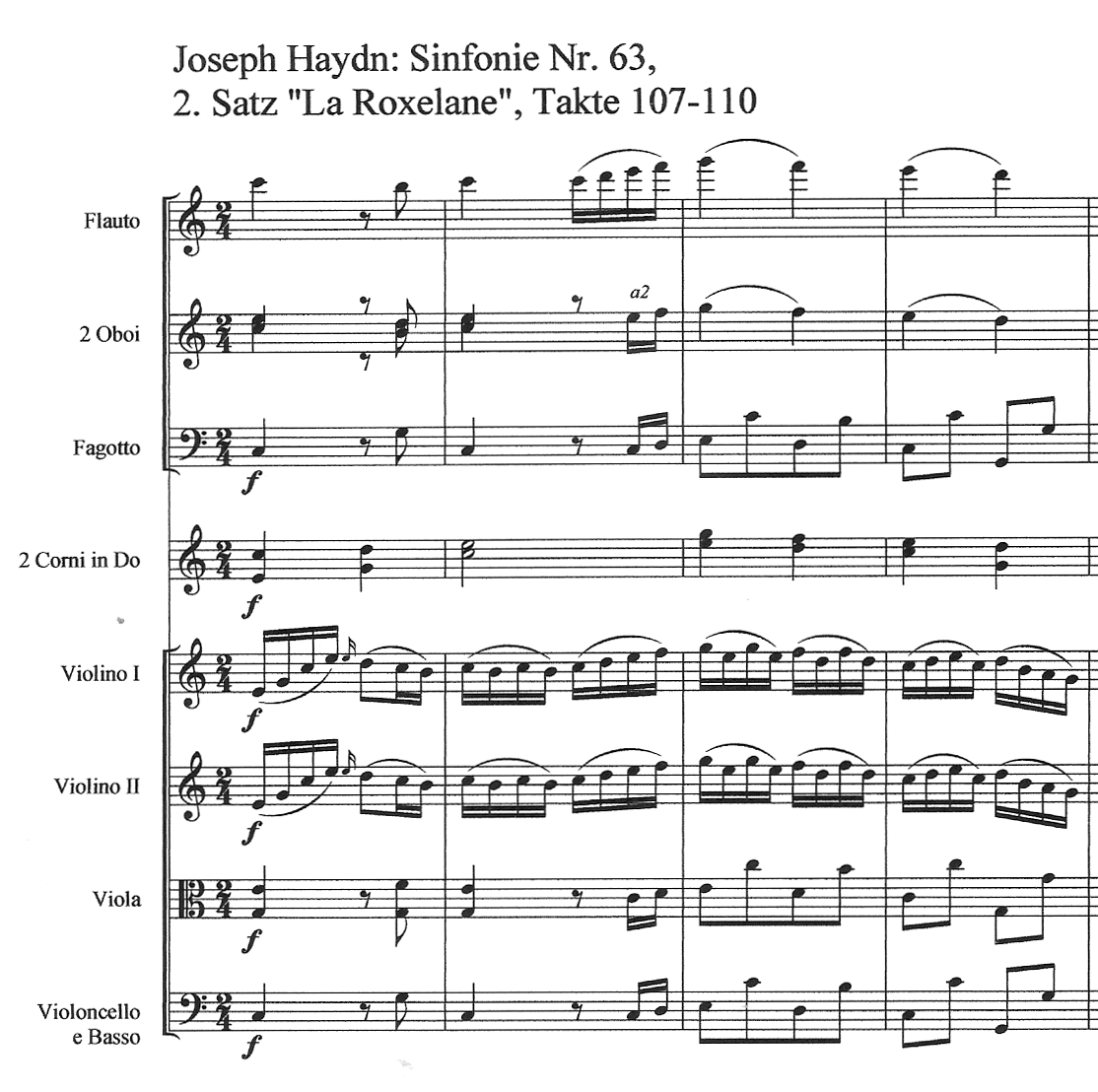
Joseph Haydn: Takte 107–110 aus dem 2. Satz La Roxelane der Sinfonie Nr. 63. Stilisierte Heterophonie alla turca.